# Iglo
Iglo é uma empresa do Grupo Unilever. A Iglo é uma empresa que fabrica comida congelada.
É como se conhece a Findus em outras partes do mundo, pode ter produtos similares ou não.

## História e Inovação
A marca Iglo tornou-se uma parte vital da sociedade portuguesa, através dos anúncios que estrearam anualmente com slogans e genéricos equiparados aos fulcrais temas musicais da história Lusa, como o "Escalador", do programa televisivo O Preço Certo, ou "Amar Pelos Dois" de Salvador Sobral. De facto, a inspiração por parte da marca transcende aos recentes séculos: o navegador Vasco da Gama adota, aquando da descoberta do caminho marítimo para a Índia, a estética de barba comprida do Capitão Iglo.